# Pedro María Sodupe Corcuera
Pedro María Sodupe Corcuera (Bilbao, 1946) és un economista i polític basc. Estudià ciències econòmiques i direcció d'empreses a la Universitat de Deusto, on ha estat també professor d'història econòmica. Alhora, ha militat al Partit Nacionalista Basc, amb el qual fou elegit diputat per Biscaia a les eleccions generals espanyoles de 1977, formant part del Grup parlamentari basc-català. Després abandonà la política i actualment és catedràtic de relacions internacionals a la Universitat del País Basc.

## Obres
- La Visión soviética de la integración europea: el caso de la CEE, 1957-1969 (1987) ISBN 84-7585-106-1
- La estructura de poder del sistema internacional: del final de la Segunda Guerra Mundial a la posguerra fría (2002) ISBN 8424509382
- Poder e interdependencia en un sistema internacional, 1950-1995 (2000) ISBN 9788424508593
- La teoría de las relaciones internacionales a comienzos del siglo XXI (2003) ISBN 84-8373-549-0
- La Constitución Europea. Un análisis de sus aspectos fundamentales (amb altres)